# NGC 6926
NGC 6926 je prečkasta spiralna galaktika u zviježđu Orlu. 

## Vanjske poveznice
- (engl.) SEDS: NGC 6926
- (engl.) Hartmut Frommert: Revidirani Novi opći katalog
- (engl.) Izvangalaktička baza podataka NASA-e i IPAC-a
- (engl.) Astronomska baza podataka SIMBAD
- (engl.) VizieR
- (engl.) Auke Slotegraaf: NGC 6926 Deep Sky Observer's Companion
- (engl.) NGC 6926  Arhivirana inačica izvorne stranice od 8. svibnja 2015. (Wayback Machine) DSO-tražilica
- (engl.) Courtney Seligman: Objekti Novog općeg kataloga: NGC 6900 - 6949